# Kurt Hiller
Kurt Hiller (Berlino, 17 agosto 1885 – Amburgo, 1º ottobre 1972) è stato uno scrittore, giornalista e pacifista tedesco.

## Biografia

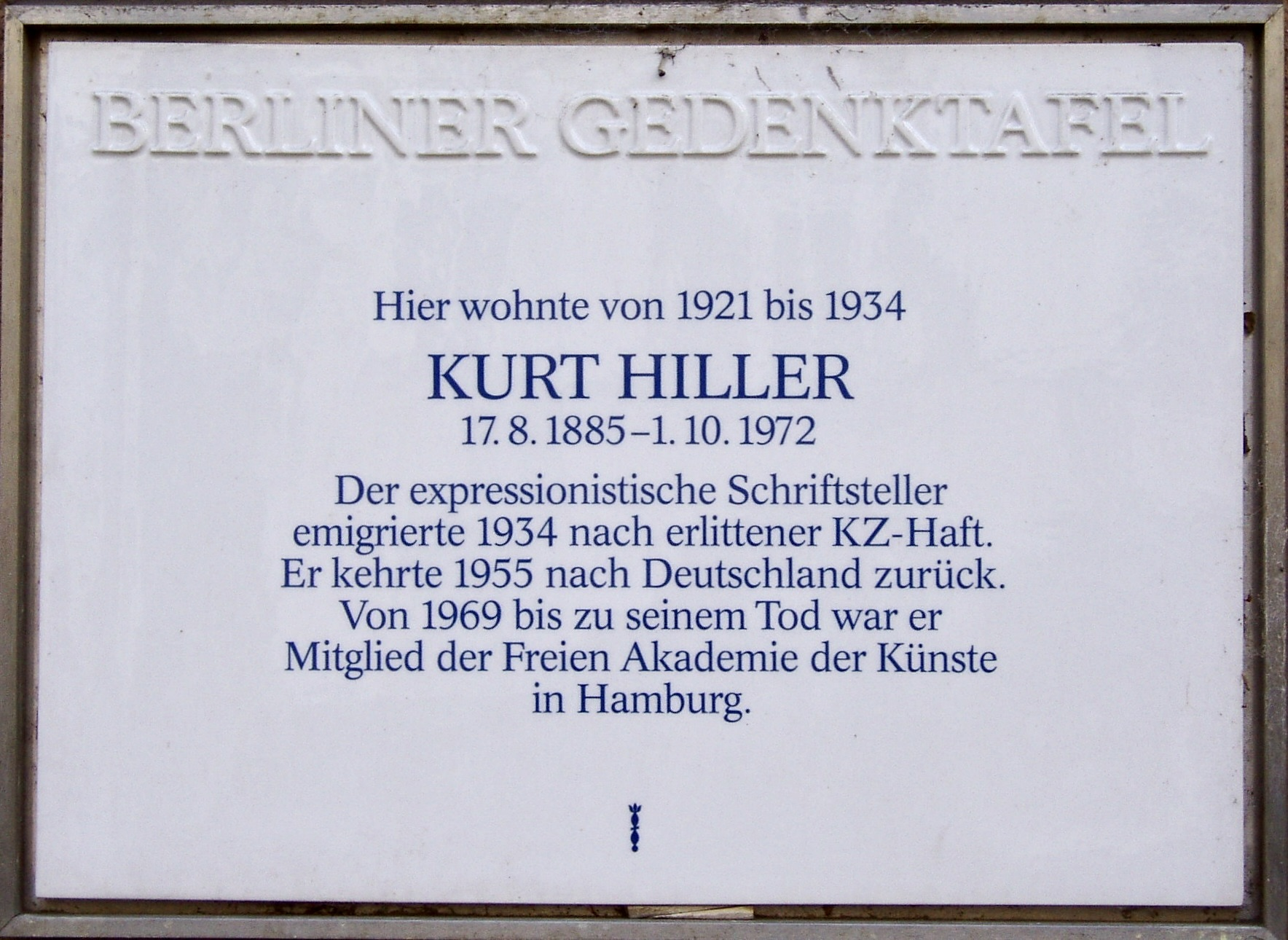
Targa in memoria di Kurt Hiller a Berlino

Hiller nacque a Berlino da un industriale ebreo. Comunista dichiaratamente omosessuale, fu profondamente influenzato da Kant e Schopenhauer, mentre disprezzò la filosofia di Hegel, il che lo rese piuttosto impopolare tra i marxisti. Hiller è stato anche uno scrittore influente nel primo movimento tedesco per i diritti degli omosessuali nei primi due decenni del XX secolo. Nel 1929 Hiller successe al collega attivista omosessuale Magnus Hirschfeld nella carica di presidente del Wissenschaftlich-humanitäres Komitee (Comitato scientifico-umanitario).
Hiller è ricordato anche per il suo libro §175: Schmach des Jahrhunderts (Paragrafo 175: Oltraggio del secolo), pubblicato nel 1922, in cui sosteneva che gli omosessuali avrebbero dovuto battersi in prima persona per il miglioramento della loro condizione.
In seguito alla presa del potere da parte dei nazisti, Hiller fu arrestato dalla Gestapo e duramente percosso prima del suo rilascio nell'agosto 1933. Trascorse nove mesi in prigione e nei campi di concentramento di Columbia, Brandeburgo e Oranienburg.
Nel 1934 Hiller fuggì a Praga e poi nel 1938 a Londra. Nel 1955 tornò in Germania, vivendo e lavorando ad Amburgo fino alla sua morte.

## Opere scelte
- Das Recht über sich selbst (1908);
- Die Weisheit der Langenweile (2 voll., 1913);
- Geist werde Herr (1920);
- Verwirklichung des Geistes im Staat (1925);
- Profile (1938; nuova ed. 1950);
- Ratioaktiv: Reden 1914 - 1964. Ein Buch d. Rechenschaft (1966);
- Leben gegen die Zeit (2 voll., 1969-73).